# آبشار بی. ایکس
آبشار بی. ایکس (به انگلیسی: B.X Falls) آبشاری است که در بریتیش کلمبیا، کانادا واقع شده و ارتفاع کلی ریزشگاه آن ۳۰ فوت (۹٫۱ متر) است.